# رينيه دوفرجيه
رينيه دوفرجيه (بالفرنسية: René Duverger)‏ هو رباع فرنسي، ولد في 30 يناير 1911 في باريس في فرنسا، وتوفي في 16 أغسطس 1983 في كاين في فرنسا.

## وصلات خارجية
- رينيه دوفرجيه على موقع مشروع نتائج رفع الأثقال الدولية (الإنجليزية)
- رينيه دوفرجيه على موقع اللجنة الأولمبية الدولية (الإنجليزية)
- رينيه دوفرجيه على موقع أوليمبيديا (الإنجليزية)